# Raúl Moncada
Raúl Eduardo Moncada Barreda (Ciudad de México, 1975) es un clavecinista mexicano.
Realizó sus estudios de clavecín y clavicordio en el Conservatorio Sweelinck de Ámsterdam con Bob van Asperen y Menno van Delft. Posteriormente continuó sus estudios en el Conservatorio de Utrecht bajo la guía de Siebe Henstra.

## Trayectoria
Fundador del Rossi Piceno Baroque Ensemble, con quienes ha ganado competiciones en Europa, como «Musica Antiqua» en Brujas (Bélgica) y el «Premio Bonporti» en Rovereto, Italia. Con dicho grupo también ha realizado conciertos, grabaciones discográficas y para la radio. Ha participado en concierto tanto con su grupo como solista dentro de festivales como el Festival Cervantino, Grachtenfestival en Ámsterdam, Festival van Vlaanderen en Brujas, Encuentro Internacional de Música Antigua de México, entre otros.
Moncada también funge como consejero asesor de la Academia de Música Antigua de la Universidad Nacional Autónoma de México.
Fue becario en dos ocasiones por parte de la UNAM en los proyectos de Iniciación Temprana a la Investigación y a la Docencia, dando clases de entrenamiento auditivo y en el programa de Apoyo a Estudiantes Distinguidos, siendo este último el apoyo con el cual puede continuar sus estudios en el extranjero. También fue beneficiario del Programa de Apoyo para Estudios en el Extranjero del Fondo Nacional para la Cultura y las Artes. Fue beneficiario durante la emisión del programa de Intérpretes del FONCA.
De 2000 al 2005 trabajó como acompañante oficial del Conservatorio de Ámsterdam.
Como intérprete se dedica a dar conciertos, cursos magistrales, clases, conferencias y grabaciones discográficas en México y en el extranjero.